# Memorial Manuel Galera
El Memorial Manuel Galera-Ciudad de Armilla fue una carrera ciclista en 33 ediciones anuales que se disputaban en la localidad granadina de Armilla. Organizada por el Grupo Deportivo Genil en sus tres primeras ediciones (1972 - 1974 y en 1975 como colaborador), la primera de ellas en noviembre de 1972, meses después de la fatídica caída, el 14 de febrero de 1972 en una etapa de la Vuelta Ciclista a Andalucía, que ocasionó el fallecimiento de Manuel Galera Magdaleno, y las posteriores por la Peña Ciclista Galera (1975 - 2004), continuando después en el calendario ciclista español hasta su desaparición en 2004.
Rendía homenaje a Manuel Galera, un ciclista español, nacido en Armilla (Granada)y que falleció en 1972, en un accidente que sufrió cuando disputaba la Vuelta a Andalucía, en el puerto del Mojón de la localidad de Cabra (Córdoba). Como curiosidad indicar que en sus primeras ediciones antes de disputarse la carrera se rendía homenaje a Manuel Galera en el cementerio de Armilla (Granada), depositando en su tumba una corona de flores, durante los 15 años posteriores a su muerte. El Grupo Deportivo Genil en su honor además fundó la primera escuela de ciclismo de Andalucía a su memoria, pasando el club a llamarse "Grupo Deportivo Genil-Escuela Ciclista Manuel Galera".

## Palmarés
En amarillo: edición categoría Aficionados.
| Año  | Ganador                      | Segundo                    | Tercero                     |
| ---- | ---------------------------- | -------------------------- | --------------------------- |
| 1972 | Esteban García Roldán        | Ramón Guerrero Pozas       | José Domínguez Pérez        |
| 1973 | Ramón Guerrero Pozas         | Juan Cantero López         | Alfonso Vílchez García      |
| 1974 | Francisco Martín Peregrín    | Juan José Ariza Neri       | José López Iglesias         |
| 1975 | Juan Cantero López           | Enrique Bayo               | Enrique Guerrero            |
| 1976 | Juan Cantero López           | Ramón Guerrero Pozas       | Jorge Díaz Aguado           |
| 1977 | Juan Enrique Bayo            | Bandera de ?               | Bandera de ?                |
| 1978 | Francisco Martín Peregrín    | Juan Cantero López         | Juan Enrique Bayo           |
| 1979 | Miguel Ángel Fernández Vico  | Jesús Gómez Vergara        | José Luis Blanco            |
| 1980 | Ángel Arroyo                 | Enrique Aja                | Jesús Manzaneque            |
| 1981 | Juan Fernández Martín        | Ángel Ocaña                | Enrique Martínez Heredia    |
| 1982 | Jesús Guzmán                 | Francisco Albelda          | Ignacio Fandos              |
| 1983 | Jesús Guzmán                 | José Recio                 | Ángel Arroyo                |
| 1984 | José Luis Navarro Martínez   | Jerónimo Ibáñez            | José María González Barcala |
| 1985 | Ángel Ocaña                  | Francisco Espinosa         | José Luis Laguía            |
| 1986 | Vicente Ridaura              | Francisco Espinosa         | Eduardo Chozas              |
| 1987 | Juan Martínez Oliver         | Francisco Espinosa         | Roque de la Cruz            |
| 1988 | Miguel Ángel Martínez Torres | Pedro Delgado              | Juan Martínez Oliver        |
| 1989 | Jesús Cruz Martín            | Arturo Geriz               | Pedro Delgado               |
| 1990 | Jesús Blanco Villar          | Jesús Cruz Martín Pérez    | Antonio Miguel Díaz         |
| 1991 | Víktor Klimov                | Oleg Petrovich Chuzhda     | Enrique Aja                 |
| 1992 | Francisco Cabello            | José Luis Rodríguez García | Rafael Ruiz Erencia         |
| 1993 | Stephen Hodge                | José María Jiménez         | Víktor Klimov               |
| 1994 | José María Jiménez           | Pedro Delgado              | Ignacio García Camacho      |
| 1995 | Ignacio García Camacho       | Asiate Saitov              | José Antonio Espinosa       |
| 1996 | Iñaki Aiarzaguena            | Vicente García Acosta      | Francisco Cabello           |
| 1997 | Pablo Lastras                | Eladio Jiménez             | Txema del Olmo              |
| 1998 | Íñigo González de Heredia    | Francisco Javier Cerezo    | Aitor Kintana               |
| 1999 | Juan Carlos Vicario          | Manuel Beltrán             | Juan Miguel Mercado         |
| 2000 | Óscar Sevilla                | David Clinger              | José Enrique Gutiérrez      |
| 2001 | Pablo Lastras                | César García Calvo         | Borislav Vladislav          |
| 2002 | Carlos García Quesada        | Manuel Beltrán             | Antonio Tauler              |
| 2003 | Pedro Díaz Lobato            | Francisco Mancebo          | David Navas                 |
| 2004 | Luis Pasamontes              | José Antonio López Gil     | Koldo Fernández de Larrea   |

## Palmarés por países
| País      | Victorias |
| --------- | --------- |
| España    | 31        |
| Ucrania   | 1         |
| Australia | 1         |